# Matka (schronisko)

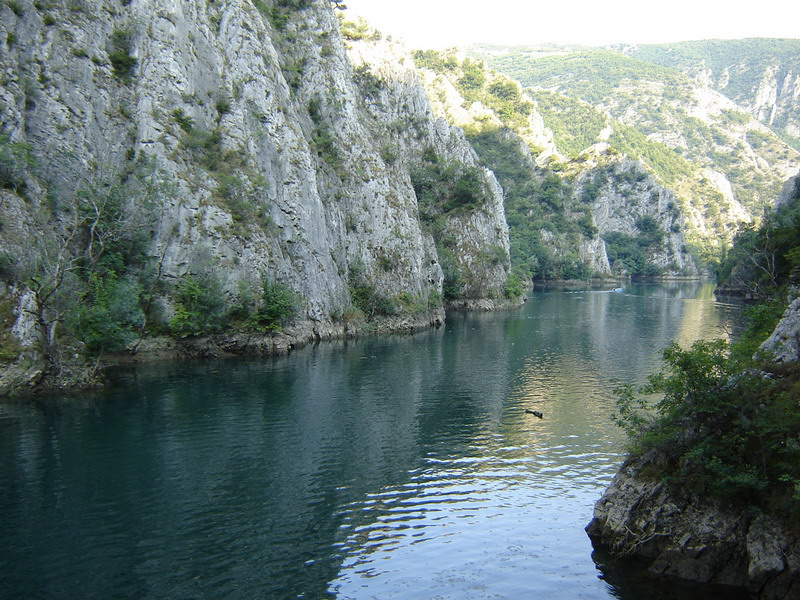
Jezioro Matka

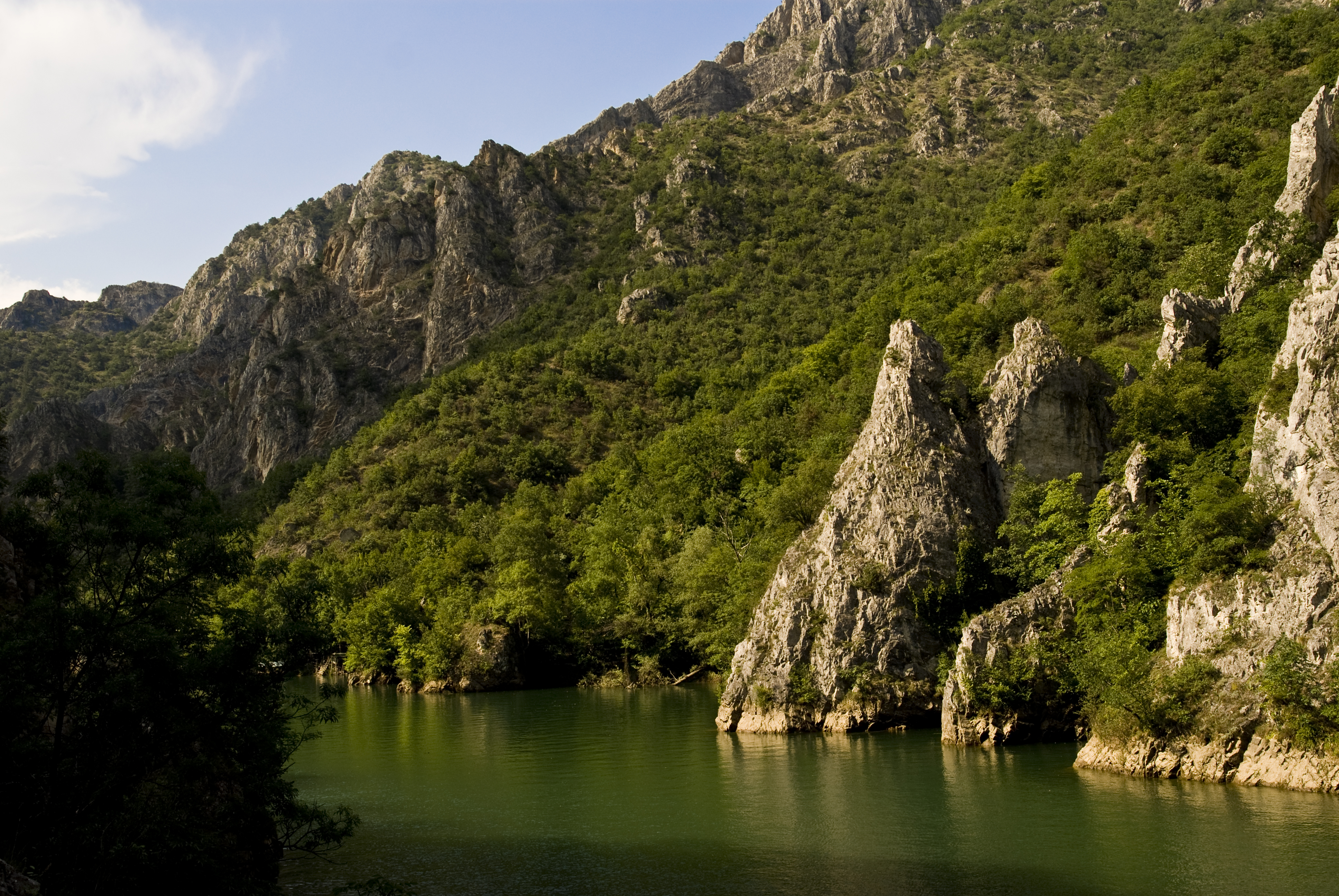
Kanion Matka

Matka (maced. Матка) – uruchomione w roku 1956 jako górskie schronisko turystyczne, obecnie hotel położony nad brzegiem zaporowego jeziora Matka, w kanionie rzeki Treska, w odległości około 16 km od Skopja (możliwy dojazd autobusami komunikacji miejskiej). Z jednej strony kanionu wznoszą się wysokie skały Wodna, a z drugiej – strome skały gór Osoj (Kowaczica). Wysokie skały odbijają się w wodach jeziora; są przydatne do wspinaczek alpinistycznych i treningu. W pobliżu znajduje się m.in. kilka podwodnych jaskiń, do których można dotrzeć drogą wodną oraz monastyry św. Andrzeja i św. Mikołaja.

## Schronisko turystyczne
Według opisu obiektu, opublikowanego w roku 1987 do schroniska można było dotrzeć drogą asfaltową Ǵorcze Petrow – Głumowo – Matka, rowerem, samochodem, autobusem i pieszo ze szczytu Krstowar w górach Wodno. Czas marszu z Krstowaru do schroniska „Matka”, oznaczonym szlakiem, oceniano w przewodniku na około 2–3 godziny.
Obiekt został wybudowany z twardych materiałów i pokryty dachówką. Powstał w celach turystycznych i był używany jako schronisko górskie od roku 1956. Miał parter i piętro. Na parterze znajdowała się sala, która umożliwiała przyjęcie do 200 gości, a poza tym kuchnia, bar i WC. Na piętrze znajdowało się 8 pokojów, w których rozmieszczono 30 łóżek. Schronisko miało magazyn do trzymania pościeli, oświetlenie elektryczne, węzeł sanitarny, instalację wodociągową i wodę z własnego źródła. Przed samym schroniskiem znajdował się kran z wodą źródlaną. Schronisko było stale otwarte; jego gospodarz mieszkał w schronisku. Zarządzało nim PD (Towarzystwo Górskie) „Peoni”. Turyści górscy mieli zniżkę na spanie w schronisku.
W opisie schroniska były wymienione trasy możliwych wycieczek
- na szczyt Krstowar w Wodnie, 2–3 godziny marszu,
- Pusta Breznica, 4–5 godzin marszu (szlak nieoznaczony),
- Suwa Gora, 2–3 godziny marszu (szlak nieoznaczony),
- monastyr św. Mikołaja nad Matką, 1–2 godzin marszu.

## WspółczesnyCanyon Matka Hotel
Po przebudowie w Canyon Matka Hotel znajduje się 6 pokojów 2- i 3-osobowych (z łazienkami), z wystrojem rustykalnym i z telewizorem. W hotelowej restauracji są podawane potrawy regionalne i dania kuchni międzynarodowej. W całym obiekcie jest dostępny bezpłatny bezprzewodowy Internet. Goście mogą korzystać z bezpłatnego parkingu strzeżonego, położonego w niewielkiej odległości. Hotel oferuje transfer lotniskowy w obie strony.
W otoczeniu kanionu Matka jest realizowany program Rady Miasta Skopje, zmierzający do wzbogacenia oferty turystycznej, z równoczesną troską o środowisko naturalne (kanion jest uznany za pomnik przyrody) oraz dziedzictwo kulturalne regionu. W programie przewidziano m.in. otwarcie Muzeum Historii Naturalnej, stacji ratownictwa i centrum informacji turystycznej, wyodrębnienie terenów otwartych dla turystów i dostępnych w stopniu ograniczonym (np. park speleologiczny, obszary dostępne w celach edukacyjnych lub naukowych), ustawienie tablic informacyjnych i edukacyjnych, drukowanie broszur i prospektów, renowacja oświetlenia jaskiń, otwarcie szlaku sportów ekstremalnych „Via Ferrat”, m.in. trasy wspinaczkowej. W działaniach uczestniczy Towarzystwo „Peoni”.